# Synagoge (Hahnheim)
Die Synagoge in Hahnheim im rheinland-pfälzischen Landkreis Mainz-Bingen wurde 1840 auf dem heutigen Freien Platz (umgangssprachlich auch Synagogenplatz) erbaut. Bei den Novemberpogromen 1938 wurde die Synagoge durch Mitglieder der SA verwüstet und niedergebrannt. Die Reste der Synagoge wurden bis auf den Keller abgerissen.

## Geschichte
Ein Betsaal bestand in der Gemeinde wohl bereits vor 1830. Im Jahr 1840 errichtete die jüdische Gemeinde eine Synagoge in der Mitte der Ortschaft. Die Synagoge wurde bis Anfang der 1930er Jahre genutzt. Bei den Novemberpogromen 1938 drangen Mitglieder der SA in die Synagoge ein, verwüsteten sie und steckten sie anschließend in Brand. Zwar war die Feuerwehr vor Ort, diese hatte allerdings lediglich die Aufgabe, ein Übergreifen der Flammen auf die Nachbargebäude zu verhindern. Ebenfalls wurden in der Synagoge Gegenstände und Einrichtungsteile aus den jüdischen Häusern und Geschäften verbrannt, die gleichfalls verwüstet worden waren. Die Reste der Ruine wurden später abgetragen. Erhalten blieb lediglich der Keller mit der Decke. Da dieser ca. einen Meter aus dem Boden herausragte, nutzte ihn die NSDAP in den folgenden Jahren als Podium für Veranstaltungen.

## Architektur
Das Gebäude besaß ein Krüppelwalmdach. Der Männerbereich und die Frauenempore waren über zwei getrennte Eingangsportale auf der Westseite des Gebäudes zu erreichen. In der Ostwand befanden sich drei Spitzbogenfenster. Die beiden Traufseiten verfügten ebenfalls über Spitzbogenfenster. Hier befanden sich in jeder der Wände zwei Stück. 1842 verfügte die Synagoge über 11 Sitzplätze.

## Jüdische Gemeinde Hahnheim
Die jüdische Gemeinde Hahnheim bestand vom Anfang des 19. Jahrhunderts bis zum Beginn der 1930er Jahre. Die Gemeinde gehörte zum Bezirksrabbinat Mainz.